# Nis
Nis  ( / ˈ n iː ʃ / ; cirílico sérvio : Ниш , pronúncia sérvia:  [nîːʃ],  a terceira maior cidade da Sérvia e o centro administrativo do distrito de Nišava . Ele está localizado na parte sul da Sérvia . De acordo com o censo de 2011 , a cidade propriamente dita tem uma população de 183.164 habitantes, enquanto sua área administrativa (Cidade de Niš) tem uma população de 260.237 habitantes. 
Vários imperadores romanos nasceram em Niš ou a usaram como residência: Constantino, o Grande , o primeiro imperador cristão e fundador de Constantinopla , Constâncio III , Constante , Vetrânio , Juliano , Valentiniano I, Valente, e Justin I.  O imperador Claudius Gothicus derrotou decisivamente os godos na Batalha de Naissus (atual Niš).  Mais tarde, desempenhando um papel proeminente na história do Império Bizantino, o passado da cidade lhe renderia o apelido de Cidade Imperial.
Após cerca de 400 anos de domínio otomano , a cidade foi libertada em 1878 e tornou-se parte do Principado da Sérvia , embora não sem grande derramamento de sangue - vestígios dos quais podem ser encontrados em toda a cidade. Hoje, Niš é um dos centros econômicos mais importantes da Sérvia, especialmente nas indústrias eletrônica, mecânica, têxtil e de tabaco. O Aeroporto Constantino, o Grande, é o aeroporto internacional de Niš. A cidade é também sede da Universidade de Niš , da Eparquia de Niš e do Comando do Exército Sérvio .
Em 2013, a cidade foi sede da celebração dos 1700 anos do Édito de Milão de Constantino . 